# Babos Ágnes
Babos Ágnes, Fleck Ottóné (Kecskemét, 1944. május 12. – 2020. május 13.) kézilabdázó, edző.
1960-tól a Női Ruhagyári SE, 1962-től a TFSE (Testnevelési Főiskola Sport Egylet), 1966-tól a Budapesti Vasas, 1976-tól a Budapesti Spartacus kézilabdázója volt. 1964-től 1974-ig százhuszonegy alkalommal szerepelt a magyar válogatottban. A magyar csapat tagjaként 1965-ben a Német Szövetségi Köztársaságban világbajnoki címet, 1971-ben Hollandiában világbajnoki bronzérmet nyert. A válogatottságról 1974-ben mondott le, aktív sportolói pályafutását 1978-ban fejezte be.
1966-ban a Testnevelési Főiskolán tanári, majd 1974-ben kézilabda-szakedzői oklevelet szerzett. Visszavonulása után Budapesten középiskolai testnevelő-tanár, illetve a BHG SE, később a Budapesti Spartacus ifjúsági csapatának edzője volt. 1985-től a BHG SE felnőttcsapatának másodedzője, majd 1989-től 1996-ig Laurencz László mellett a magyar női kézilabda-válogatott másodedzője lett. Irányításuk alatt a magyar válogatott az 1996. évi atlantai olimpián harmadik helyezést ért el.

## Sporteredményei
- világbajnok (1965)
- világbajnoki 3. helyezett (1971)
- négyszeres magyar bajnok (1972, 1973, 1974, 1975)
- magyar bajnoki harmadik (1967, 1969, 1971)
- magyar bajnoki negyedik (1970)
- magyar bajnoki hatodik (1965, 1968)
- ötszörös Magyar Kupa-győztes (1965, 1969, 1971, 1974, 1976)

## Díjai, elismerései
- Az év magyar kézilabdázója (1970, 1972)